# Коппермайн (річка)
Коппермайн (англ. Coppermine River) — річка на північному заході Канади (територія Нунавут і Північно-Західні території).
Річка отримала свою назву (дослівно — річка мідних рудників) від Семюеля Герна, який знайшов мідну руду у нижній течії річки. Селище Куглуктук (колишня назва — Коппермайн) розташоване у гирлі річки.

## Гідрографія
Бере свій початок у озері Гра у Північно-Західних територіях. Тече в північному напрямку. Довжина становить близько 840 км, протікає через озеро Пойнт і впадає в затоку Коронейшен Північного Льодовитого океану.
Живлення переважно снігове. Льодостав протягом півроку. Повінь весняно-літня.
Річка тече переважно по тундрі. За 15 кілометрів від океану річка прорізає собі шлях у вузької скелястої ущелині, утворюючи серію водоспадів і бурхливих порогів, що носять назву Бладі-Фоллс, втрачаючи  на короткому проміжку русла 200 метрів висоти.

## Історія
Інуїти оселилися в долині річки Коппермайн як мінімум 3000 років тому. Вони широко використовували самородну мідь для виготовлення різних інструментів і домашнього начиння, саме тому вони отримали назву «мідних інуїтів». Першим європейцем, який проплив по річці, був Семюель Герн у 1771–1772 роках. Через 50 років після нього Джон Франклін обстежив цей район під час своєї експедиції 1819–1821 років. В даний час долина річки залишилася практично такою ж, якою вона була за часів перших дослідників. Також мігрують олені карібу, пасуться вівцебики, води річки багаті рибою (пструг струмковий, харіус сибірський). Для захисту унікальної і первозданної природи був створений територіальний парк Бладі-Фоллс за 13 кілометрів на південь від Куглуктука.
Річка Коппермайн номінована на включення до списку Системи річок спадщини Канади.

## Галерея

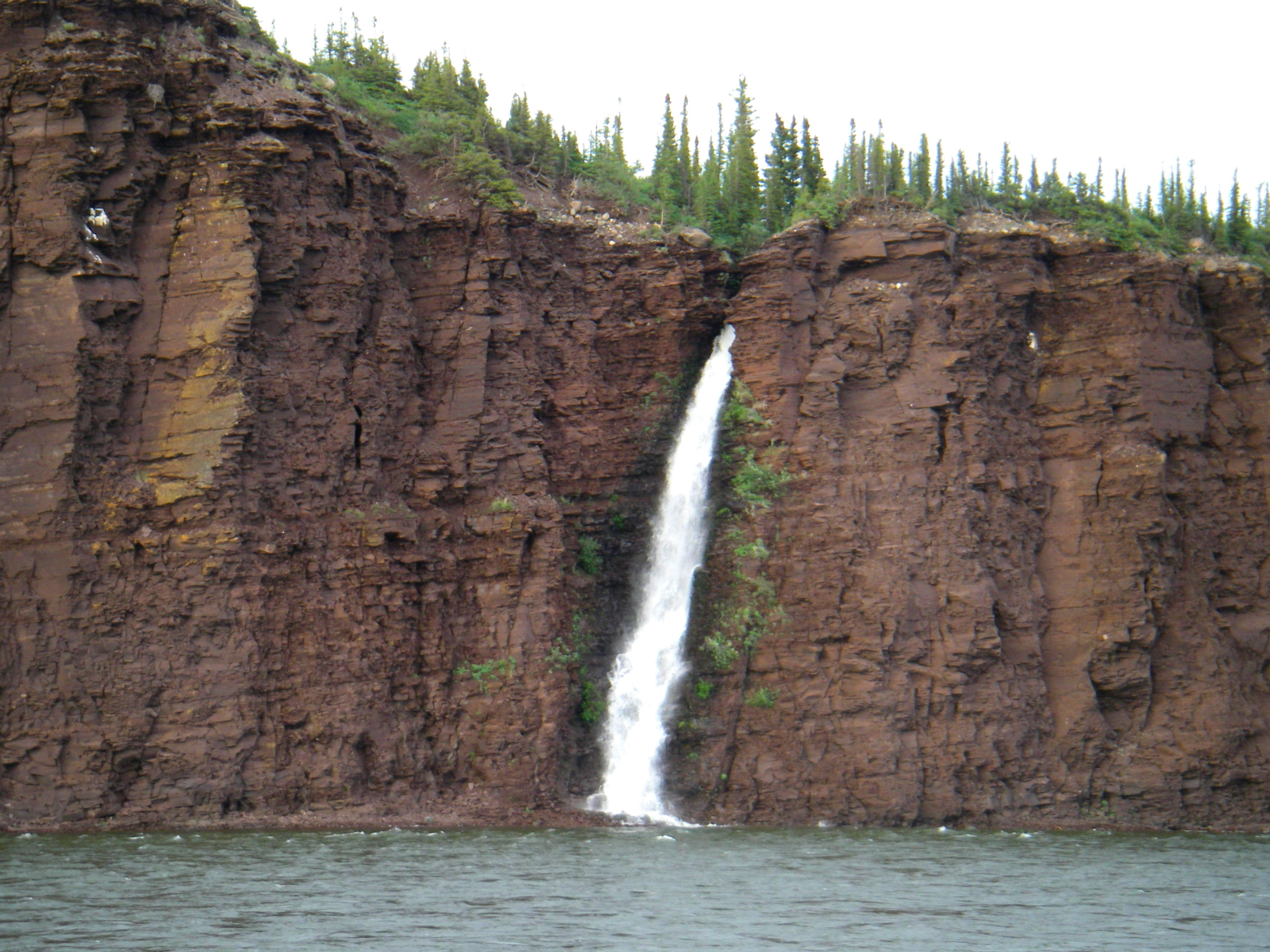
Один із численних водоспадів
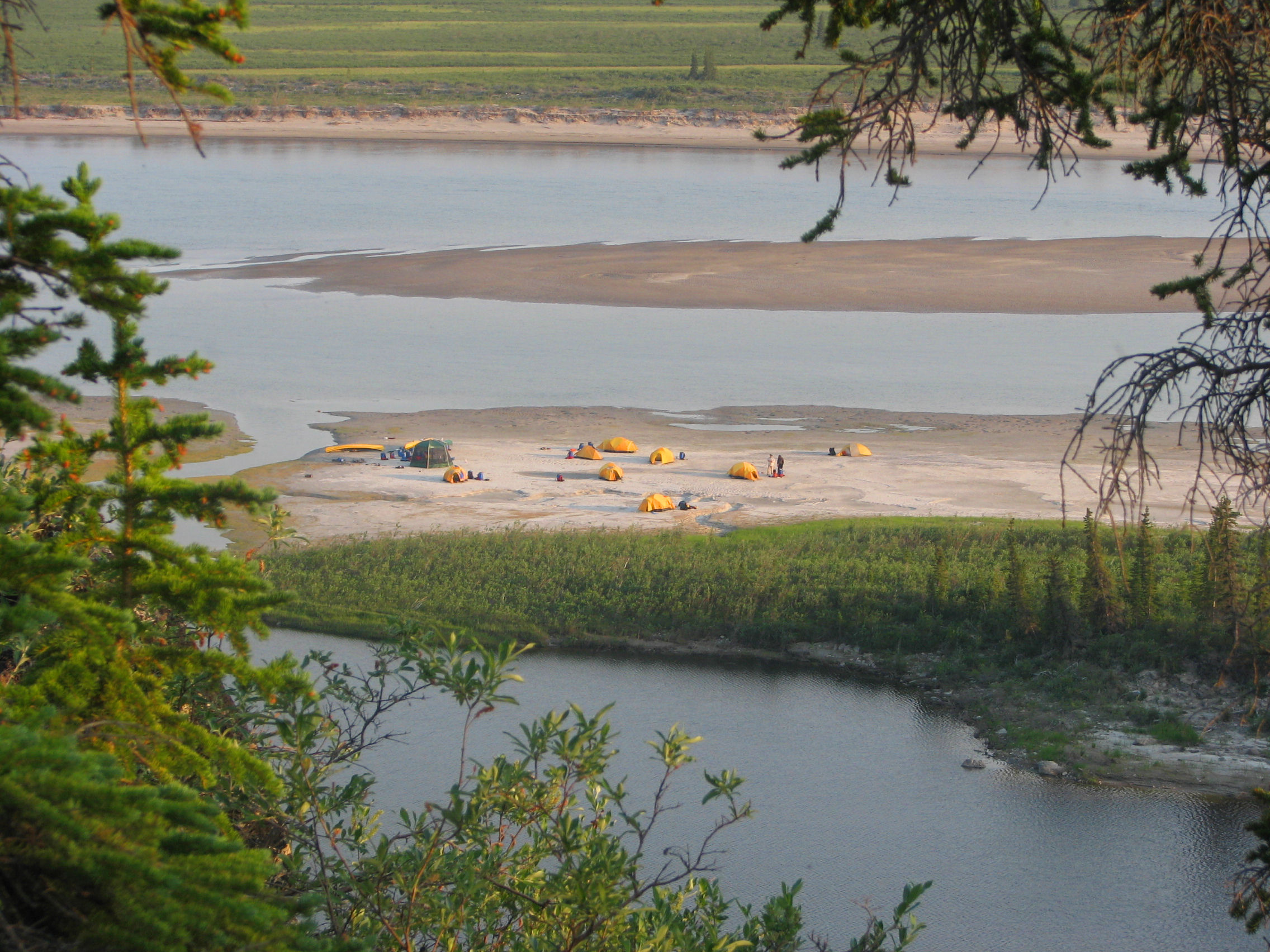
Табір каноїстів на березі річки
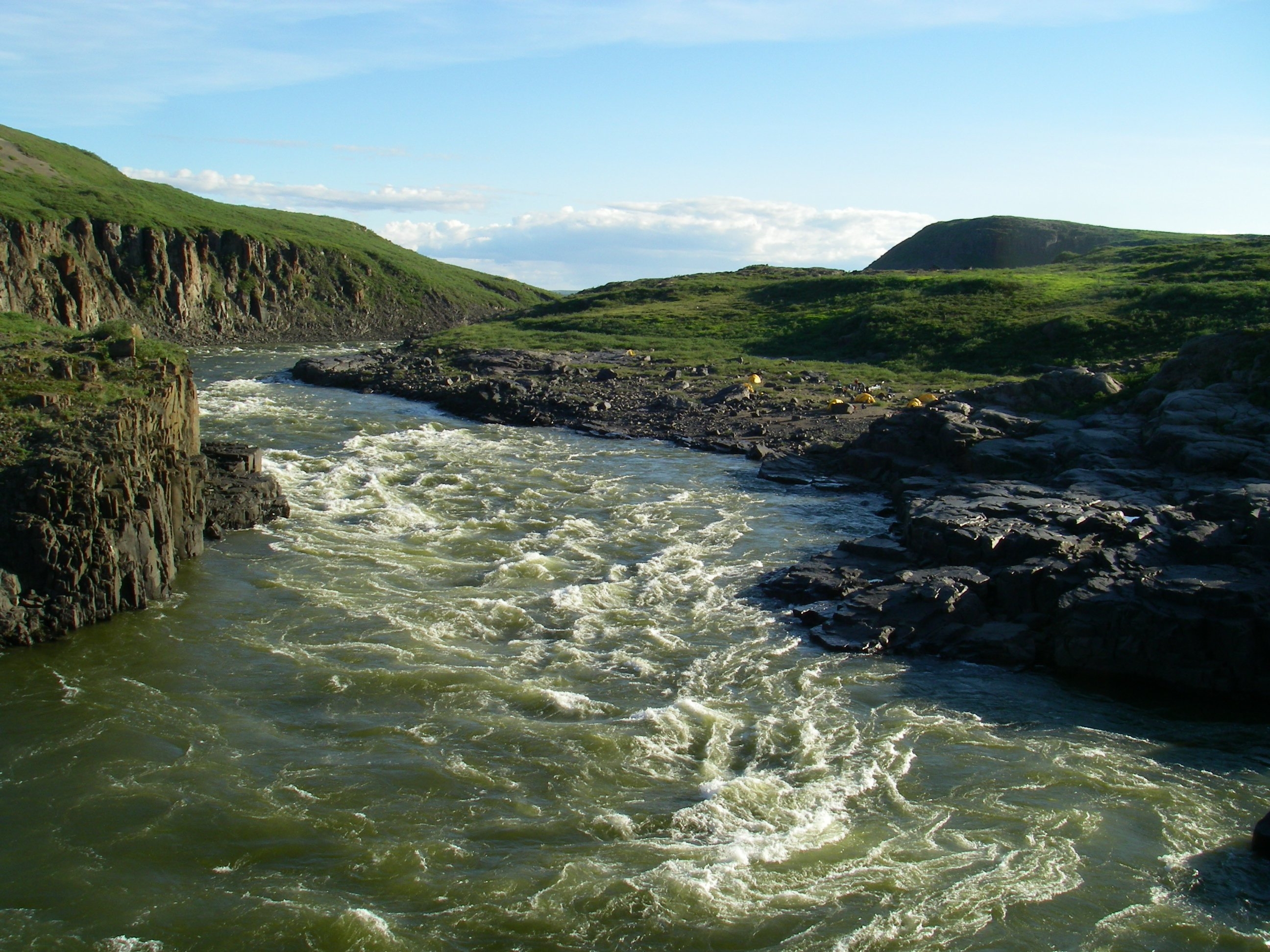
Територіальний парк Бладі-Фоллс
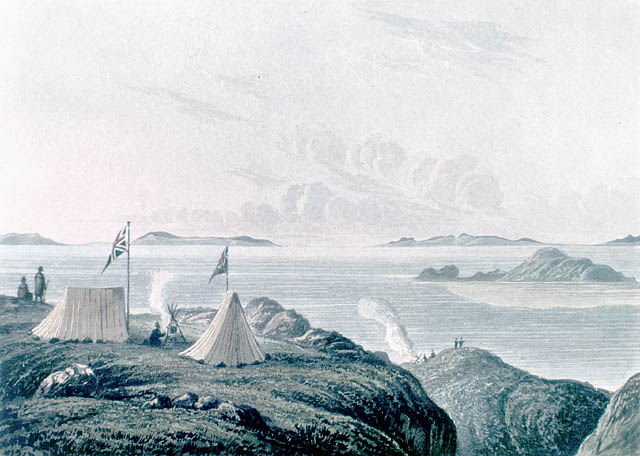
Гирло річки Коппермайн у 1821 році (гравюра Едварда Фіндена за малюнком Джорджа Бака)